# Оуквуд (округ Монтгомери, Охајо)
Оуквуд (енгл. Oakwood, Montgomery County) град је у америчкој савезној држави Охајо.

## Демографија
По попису из 2010. године број становника је 9.202, што је 13 (-0,1%) становника мање него 2000. године.
| Група             | 2000.         | 2010.         |
| Белци             | 8.898 (96,6%) | 8.655 (94,1%) |
| Афроамериканци    | 44 (0,5%)     | 83 (0,9%)     |
| Азијати           | 90 (1,0%)     | 126 (1,4%)    |
| Хиспаноамериканци | 111 (1,2%)    | 163 (1,8%)    |
| Укупно            | 9.215         | 9.202         |